# Lagisca globulosa
Lagisca globulosa är en ringmaskart som beskrevs av Hartmann-Schröder 1962. Lagisca globulosa ingår i släktet Lagisca och familjen Polynoidae. Inga underarter finns listade i Catalogue of Life.